# Jean-Baptiste Chataud

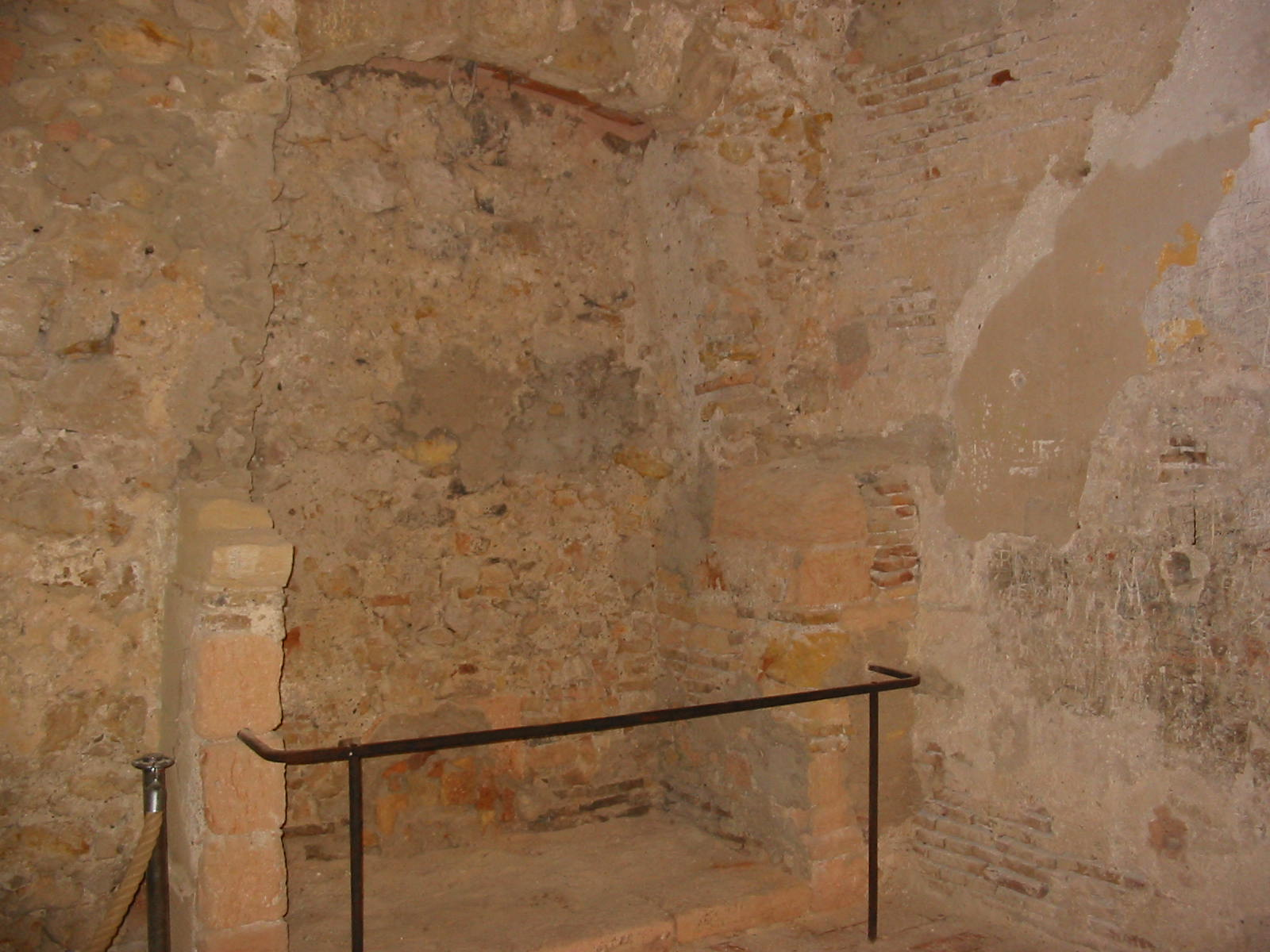
Cellule du château d’If dans laquelle fut incarcéré le commandant Chataud.

Jean-Baptiste Chataud, né à Marseille le 14 octobre 1681 et mort le 17 novembre 1728, est le capitaine du navire le Grand Saint Antoine qui a introduit la peste à Marseille et dans toute la Provence à partir de 1720.

## Biographie
Jean-Baptiste Chataud est le fils de Nicolas Chataud et de Mageleine Aubert. Il épouse Louise
Chaud, fille d'un des propriétaires de la cargaison du Grand Saint Antoine. Le bateau est en effet armé par Ghilhermy et Chaud, Jean-Baptiste Estelle, Antoine Bourguet et Jean-Baptiste Chataud, intéressés chacun pour un quart. 
En 1719, commandant le Grand Saint Antoine, Chataud était parti de Marseille pour le Proche-Orient. Ayant embarqué des passagers turcs à Tripoli, l’un d’entre eux mourut. Lorsque le chirurgien et trois matelots moururent aussi, Chataud retourna à Chypre, où il prit une patente de santé. II toucha à Livourne, où il déclara que divers de ses gens étaient morts de « fièvres pestilentielles ». Arrivé en rade de Marseille le 25 mai 1720, au lieu de s’arrêter à l’île Jarre, endroit destiné à la désinfection des navires contaminés, il vint mouiller à Pomègues, d’où il se rendit par chaloupe au bureau de la santé où il déclara que divers de ses gens étaient morts « de mauvais aliments ». Une partie des marchandises ayant été débarquées aux infirmeries, lorsque le garde mis à bord et les portefaix moururent, les intendants de santé firent alors passer le navire à l’île de Jarre. Mais il était trop tard et la peste s’était déjà répandue dans la ville.
Tenu pour responsable, Chataud fut emprisonné au château d'If pendant près de trois ans.
Les derniers foyers de peste en Provence ne s'éteignent qu'en janvier 1723, avec un bilan effroyable de 120 000 victimes sur les 400 000 habitants que comptait la région à cette époque, soit près d'un tiers de la population.
De nouvelles analyses révèlent que cette épidémie de peste « marseillaise » ne viendrait pas du Moyen-Orient comme on le pensait, mais pourrai-être une résurgence de la grande peste noire ayant dévasté l’Europe au XIVe siècle. Le bacille Yersinia pestis, à l’origine de l’épidémie de peste qui a ravagé Marseille et la Provence entre 1720 et 1722, pourrait donc être resté latent 4 siècles.